# Ugashik (Alaska)
Pour les articles homonymes, voir Ugashik.
Ugashik est une localité d'Alaska (CDP) aux États-Unis dans le borough de Lake and Peninsula. En 2023, il y avait 3 habitants.
Elle est située sur la côte nord-ouest de la péninsule d'Alaska, à 26 km de la rivière Ugashik.
Les températures moyennes vont de −11 °C à 3 °C en janvier, et de 5 °C à 16 °C en juillet.
Les Yupiks et les Aléoutes ont occupé la région depuis longtemps. Un village aléoute a été découvert en 1880, il s'appelait Oogashik. En 1890 la compagnie Red Salmon y a développé une conserverie, et Ugashik devint un village important. Mais en 1919 une épidémie de grippe a décimé la population. La conserverie a continué ses activités sous divers propriétaires, et la Briggs Way Cannery a ouvert en 1963. Peu d'habitants résident au village toute l'année.

## Démographie
| 1880 | 1890 | 1900 | 1930 | 1940 | 1950 |
| ---- | ---- | ---- | ---- | ---- | ---- |
| 177  | 154  | 348  | 84   | 55   | 48   |

| 1960 | 1980 | 1990 | 2000 | 2010 | - |
| ---- | ---- | ---- | ---- | ---- | - |
| 36   | 13   | 7    | 11   | 12   | - |

## Sources et références
- (en) Cet article est partiellement ou en totalité issu de l’article de Wikipédia en anglais intitulé « Ugashik, Alaska » (voir la liste des auteurs).
- (en) CIS

1. ↑  (en) « Statistiques des États-Unis - Alaska - Profils des communautés de 2010 » (consulté en avril 2021)